# 마탕라윈
《마탕라윈》(필리핀어: Matanglawin)는 필리핀의 유익한 프로그램이다.

## 같이 보기
- ABS-CBN